# Степанов, Владимир Дмитриевич
Владимир Дмитриевич Степанов (род. 1949) — математик, член-корреспондент РАН (2000).

## Биография
Родился 13 декабря 1949 года в г. Белово Кемеровской области.
В 1971 году — окончил математический факультет Новосибирского государственного университета, а в 1976 году — аспирантуру там же (научный руководитель — профессор В. Б. Коротков).
В 1977 году — защитил кандидатскую диссертацию, тема: «Регулярные интегральные операторы свертки и суммируемость преобразования Фурье функций нескольких переменны».
В 1985 году — защитил докторскую диссертацию, тема: «Интегральные операторы свертки в лебеговых пространствах».
В 1989 году — присвоено учёное звание профессора.
С 1971 по 2005 годы — преподавал в Хабаровском политехническом институте.
С 1981 по 2005 год — работал в Вычислительном центре ДВО РАН: учёный секретарь, старший научный сотрудник, заведующий лабораторией.
С 2005 по 2015 год — заведующий кафедрой математического анализа и теории функций Российского университета дружбы народов.
С 2015 года — профессор кафедры нелинейного анализа и оптимизации РУДН.
В 2000 году — избран членом-корреспондентом РАН.

## Научная деятельность
Область научных интересов: теория интегральных и дифференциальных операторов, гармонический анализ в евклидовых пространствах, весовые неравенства, двойственность в функциональных пространствах, теория аппроксимации, асимптотические оценки сингулярных, аппроксимативных и энтропийных чисел интегральных преобразований и оценки типа Шаттена-Неймана.
Основные достижения: построена теория интегральных операторов свертки, получены критерии ограниченности и компактности интегральных операторов в функциональных пространствах, исследованы весовые неравенства и поведение аппроксимативных чисел интегральных операторов Вольтерры, Римана-Лиувилля, Харди и др.
Под его руководством подготовлено более 10 кандидатов наук, 3 доктора наук, 5 PhD in Mathematics в Швеции.
Участие в научно-организационной деятельности
- член Американского Математического Общества (с 1987 года)
- член Лондонского Математического Общества (с 1996 года)
- член Ученого совета Вычислительного центра ДВО РАН